# Куп европских изазивача у рагбију 15 2024/25.
Куп европских изазивача у рагбију 15 2024/25. (службени назив: 2024–25 European Rugby Challenge Cup) било је 29. издање овог такмичења.
Пехар су освојили рагбисти енглеског Бата, пошто су у финалу у Велсу били бољи од француског Лиона.

## Учесници
Грузија
- Блек лајон  Грузија

Јужноафричка Република
- Лајонси  Јужноафричка Република
- Читаси  Јужноафричка Република

Италија
- Парма Зебре  Италија

Француска
- Бајон  Француска
- Перпињан  Француска
- По  Француска
- Монпеље  Француска
- Лион  Француска
- Ван  Француска

Република Ирска
- Конот  Република Ирска

Велс
- Оспрејси  Велс
- Дрегонси  Велс
- Скарлетси  Велс
- Кардиф  Велс

Енглеска
- Глостер  Енглеска
- Њукасл  Енглеска

## Групна фаза такмичења
Група 1
Резултати
Лион - Кардиф 37-26
Конот - Зебре 43-12
Читаси - Перпињан 20-20
Зебре - Лион 19-21
Кардиф - Читаси 26-10
Перпињан - Конот 18-31
Перпињан - Кардиф 23-20
Конот - Лион 52-24
Читаси - Зебре 22-18
Кардиф - Конот 19-28
Лион - Читаси 68-21
Зебре - Перпињан 21-39
Табела
| Табела      | ИГ | Д | Н | И | ПД  | ПП  | ББ | Бод. |
| ----------- | -- | - | - | - | --- | --- | -- | ---- |
| 1. Конот    | 4  | 4 | 0 | 0 | 154 | 73  | 4  | 20   |
| 2. Лион     | 4  | 3 | 0 | 1 | 150 | 118 | 2  | 14   |
| 3. Перпињан | 4  | 2 | 1 | 1 | 100 | 92  | 1  | 11   |
| 4. Кардиф   | 4  | 1 | 0 | 3 | 91  | 98  | 3  | 7    |
| 5. Читаси   | 4  | 1 | 1 | 2 | 73  | 132 | 0  | 6    |
| 6. Зебре    | 4  | 0 | 0 | 4 | 70  | 125 | 2  | 2    |

Група 2
Резултати
Дрегонси - Монпеље 14-18
По - Њукасл 32-19
Оспрејси - Лајонси 30-14
Монпеље - Оспрејси 59-15
Лајонси - По 43-35
Њукасл - Дрегонси 14-22
Оспрејси - Њукасл 35-15
Монпеље - Лајонси 28-5
Дрегонси - По 15-24
Њукасл - Монпеље 7-26
По - Оспрејси 28-31
Лајонси - Дрегонси 60-10
Табела
| Табела      | ИГ | Д | Н | И | ПД  | ПП  | ББ | Бод. |
| ----------- | -- | - | - | - | --- | --- | -- | ---- |
| 1. Монпеље  | 4  | 4 | 0 | 0 | 131 | 41  | 3  | 19   |
| 2. Оспрејси | 4  | 3 | 0 | 1 | 111 | 116 | 3  | 15   |
| 3. По       | 4  | 2 | 0 | 2 | 119 | 108 | 4  | 12   |
| 4. Лајонси  | 4  | 2 | 0 | 2 | 122 | 103 | 2  | 10   |
| 5. Дрегонси | 4  | 1 | 0 | 3 | 61  | 116 | 1  | 5    |
| 6. Њукасл   | 4  | 0 | 0 | 4 | 55  | 115 | 0  | 0    |

Група 3
Резултати
Глостер - Единбург 15-10
Бајон - Скарлетси 17-16
Блек лајон - Ван 22-19
Единбург - Бајон 52-12
Ван - Глостер 43-19
Скарлетси - Блек лајон 36-18
Глостер - Скарлетси 31-7
Ван - Единбург 25-29
Блек лајон - Бајон 16-41
Скарлетси - Ван 38-28
Единбург - Блек лајон 36-15
Бајон - Глостер 55-17
Табела
| Табела        | ИГ | Д | Н | И | ПД  | ПП  | ББ | Бод. |
| ------------- | -- | - | - | - | --- | --- | -- | ---- |
| 1. Единбург   | 4  | 3 | 0 | 1 | 127 | 67  | 4  | 16   |
| 2. Бајон      | 4  | 3 | 0 | 1 | 125 | 101 | 2  | 14   |
| 3. Скарлетси  | 4  | 2 | 0 | 2 | 97  | 94  | 3  | 11   |
| 4. Глостер    | 4  | 2 | 0 | 2 | 82  | 115 | 1  | 9    |
| 5. Ван        | 4  | 1 | 0 | 3 | 115 | 108 | 4  | 8    |
| 6. Блек лајон | 4  | 1 | 0 | 3 | 71  | 132 | 0  | 4    |

## Завршница Купа европских изазивача
Осминафинала
Единбург - Лајонси 24-12
По - Бат 24-49
Бајон - Булси 22-32
Монпеље - Глостер 17-24
Конот - Кардиф 35-20
Перпињан - Расинг 18-24
Оспрејси - Скарлетси 36-14
Лион - Шаркси 34-21
Четвртфинале
Единбург - Булси 34-28
Оспрејси - Лион 18-20
Конот - Расинг 40-43
Бат - Глостер 61-26
Полуфинале
Единбург - Бат 24-39
Лион - Расинг 29-15
Финале
Бат - Лион 37-12
| Бат | 37 - 12 | Лион |
| --- | ------- | ---- |
|     |         |      |

| Победник Купа европских изазивача у рагбију 15 2024/2025. |
| --------------------------------------------------------- |
| Бат 2. титула                                             |

## Индивидуална статистика играча
Највише поена
- Аксел Десперес  61 поен, По

Највише есеја
- Џош Адамс  4 есеја, Кардиф

## Видео снимци
Бат - Лион, сажетак финала
European rugby challenge cup final 2025 - YouTube

## Извори, референце и фусноте
1. ↑   https://www.bbc.com/sport/rugby-union/european-challenge-cup/table. Недостаје или је празан параметар |title= (помоћ)
2. ↑   https://www.epcrugby.com/european-professional-club-rugby/content/2024-25-epcr-season-and-pool-draws-dates. Недостаје или је празан параметар |title= (помоћ)
3. ↑   https://www.bbc.com/sport/rugby-union/articles/c20nwzdp27go. Недостаје или је празан параметар |title= (помоћ)
4. ↑   https://www.epcrugby.com/challenge-cup/content/black-lion-and-toyota-cheetahs-to-continue-challenge-cup-participation. Недостаје или је празан параметар |title= (помоћ)